# Paper Mario: Sticker Star
Paper Mario: Sticker Star is een rollenspel, ontwikkeld door Intelligent Systems en uitgegeven door Nintendo voor de Nintendo 3DS en is het vierde spel in de Paper Mario-serie, met als voorganger Super Paper Mario op de Wii. Het spel werd op 7 december 2012 uitgebracht in Europa.

## Spel
Net zoals in de drie eerste versies van de Paper Mario-serie moet de speler commandos gebruiken, maar deze keer in de vorm van stickers die in het spel kan gevonden of gekocht kunnen worden. Het doel van het spel is zo veel mogelijk stickers te verzamelen om alle eindbazen in het spel te verslaan, en vervolgens alle kronen verzamelen om Prinses Peach te bevrijden van Bowser.

## Ontvangst

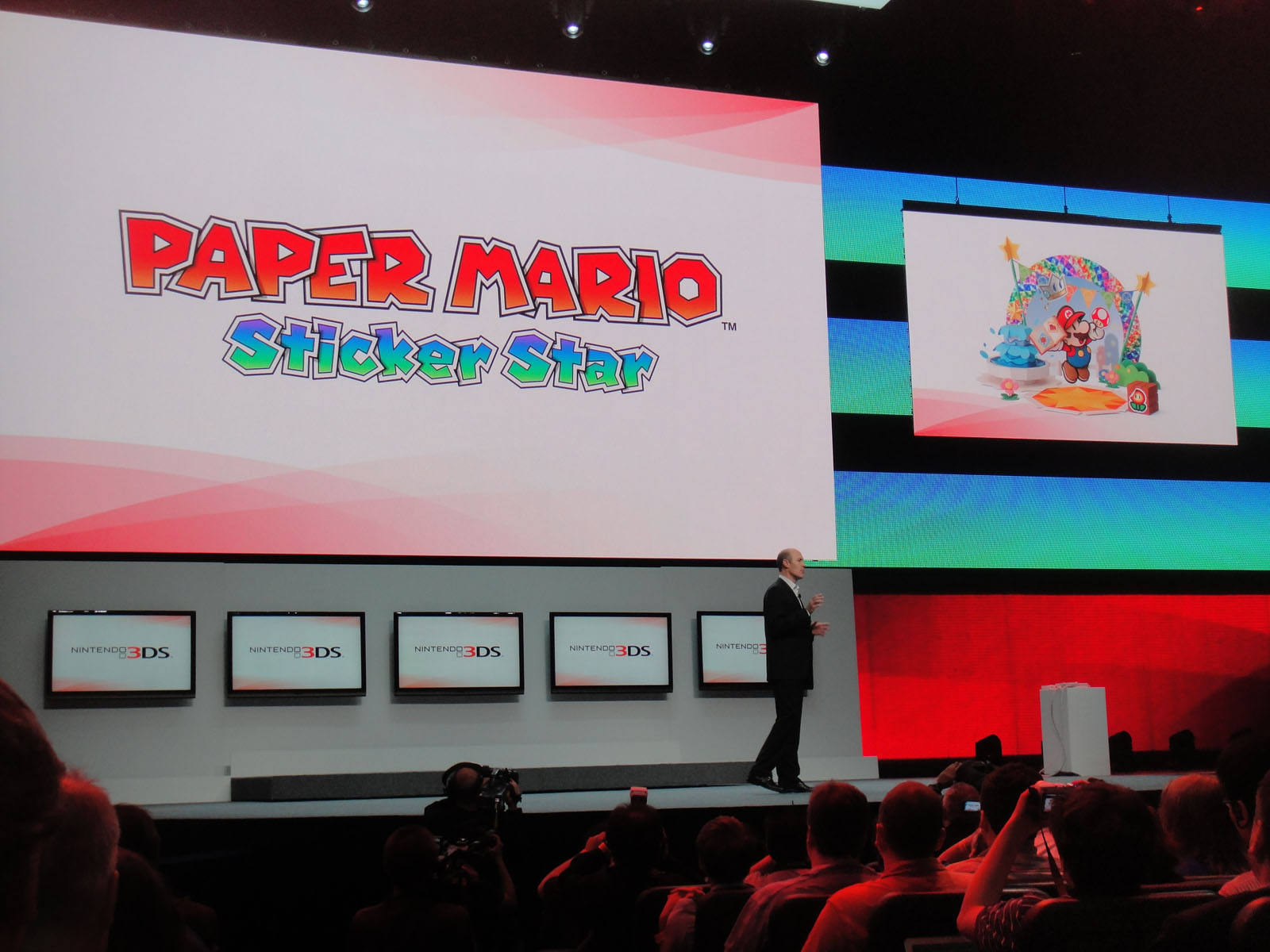
Paper Mario: Sticker Star bij E3 in 2012

Sticker Star kreeg gemengde recensies, en heeft op aggregatiewebsites GameRankings en Metacritic een score van respectievelijk 75,97% en 75%. Dit is de laagste score van alle spellen in de Paper Mario-serie.